# Eloyella antioquiensis
Eloyella antioquiensis är en orkidéart som först beskrevs av Pedro Ortiz Valdivieso, och fick sitt nu gällande namn av Pedro Ortiz Valdivieso. Eloyella antioquiensis ingår i släktet Eloyella och familjen orkidéer.
Artens utbredningsområde är Colombia. Inga underarter finns listade i Catalogue of Life.